# اسوالدو کودو
اسوالدو کودو (به انگلیسی: Oswaldo Quevedo) (زادهٔ ۴ اوت ۱۹۷۶) شناگر اهل ونزوئلا است.